# Shake the Disease
Shake the Disease este o piesă a formației britanice Depeche Mode. Piesa a apărut pe albumul The Singles 81→85, în 1985.
1. 1 2  ISWC-Net, accesat în 5 februarie 2023